# Безручко Олександр Вікторович
Безру́чко Олекса́ндр Ві́кторович (нар. 6 жовтня 1970[джерело?]) — доктор мистецтвознавства, професор, член-кореспондент Міжнародної академії наук педагогічної освіти, Член Національної спілки кінематографістів України, Національної спілки письменників України, Національної спілки журналістів України, Міжнародної федерації журналістів (IFJ), Української кіноакадемії.

## Біографія
З відзнакою закінчив кінофакультет Київського державного інституту театрального мистецтва ім. І. К. Карпенка-Карого за фахом «режисер художнього фільму» (майстерня Юрія Іллєнка).
У 2007 році здобув наукове звання «кандидат мистецтвознавства», захистивши наукову дисертацію на тему «О. П. Довженко — педагог. Творчий пошук і метод».
На Національній кіностудії художніх фільмів ім. О. П. Довженка працював одним із режисерів (тобто помічник режисера-постановника) історичних художніх фільмів «Молитва за гетьмана Мазепу» (режисер-постановник Іллєнко Ю. Г.), «Овід» (20 серій) (режисер-постановник У Тянь Мінг, КНР), «Богдан-Зіновій Хмельницький» (2 серії) (режисер-постановник Мащенко М. П.), «Серце світу» (5 серій) (режисер-постановник Домбровський В. І., Босович В. В.) та ін. Автор сценаріїв і режисер-постановник короткометражних художніх і документальних фільмів, таких як «Марафон».
У 2015 році захистив докторську дисертацію на тему: «Формування кінематографічної школи в Україні: теоретичні, практичні та мистецькі засади (тридцяті — шістдесяті роки ХХ століття)».
У 2018 році вийшла перша повнометражна картина Олександра Безручка — фільм «13 автобус». Але на широкий загал та в прокат фільм не вийшов.
У різний час обіймав посади керівника відділу аудіовізуального мистецтва і виробництва НДІ та професора кафедри режисури телебачення факультету кіно і телебачення Київського національного університету культури і мистецтв. Також працював у відділі кіно й телебачення ІМФЕ ім. М. Т. Рильського Національної академії наук України.
Нині є проректором з наукової роботи та завідувачем кафедри кіно-, телемистецтва факультету мистецтв Київського університету культури.
Також був директором Інституту телебачення, кіно і театру Київського міжнародного університету.

## Науковий доробок
Автор понад 600 наукових публікацій, серед них 14 монографій, 5 навчальних посібників та підручників. Головний редактор «Вісника Київського національного університету культури і мистецтв», серія «Мистецтвознавство» та «Аудіовізуальне мистецтво». Автор статей у Енциклопедії сучасної України. Член редакційних колегій фахових видань «Культура і мистецтво у сучасному світі», «Соціальні комунікації: теорія і практика», «Evropský filozofický ahistorický diskurz». Учасник більше 200 наукових конференцій. Брав участь у роботі Національної комісії з питань повернення в Україну культурних цінностей при Кабінеті Міністрів України.
Займається дослідженням історії кінематографу, теорії екранних мистецтв та медіа педагогіки.

## Вибрані публікації
1. Українські кінематографісти, педагоги: відновлені сторінки життя: монографія / О. В. Безручко. — Київ: КиМУ, 2013—2015. — (у п'яти томах).
2. Майстерня режисерів кіно і телебачення: вчитель і учні / Безручко О. В. — Київ: КиМУ, 2014. — (у двох томах).
3. Невідомий Довженко / О. В. Безручко; НАН України, Ін-т мистецтвознав., фольклористики та етнології ім. М. Т. Рильського, Київ. нац. ун-т театру, кіно і телебачення ім. І. К. Карпенка-Карого. — К. : Фенікс, 2008. — 310 c.: іл. — Бібліогр.: с. 280—310. — ISBN 978-966-651-594-3
4. Архівна спадщина Олександра Довженка: монографія / О. В. Безручко. — Київ: КиМУ, 2012. — (у десяти томах)
5. Українська мистецька кіноосвіта: монографія / О. В. Безручко. — Київ: КиМУ, 2012. — (у десяти томах)
6. Вітчизняна кінорежисерська школа: персоналії: монографія / О. В. Безручко. — Київ: КиМУ, 2013. — (у шести томах)
7. Безручко О. В. Педагогічний метод О. П. Довженка: навчальний посібник. — Вінниця: ГЛОБУС-ПРЕСС, 2008. — 208 с.
8. Вітчизняна кіношкола. Режисери-педагоги: навчальний посібник / О. В. Безручко. — Київ: КиМУ, 2010—2014. — (у одинадцяти томах).
9. Безручко О. В. Олександр Довженко: розсекречені документи спецслужб: [монографія]. — Київ: Сучасний письменник, 2008. — 232 с